# Vs.
Se VS för olika betydelser.
Vs. är grungebandet Pearl Jams andra album. Det släpptes den 19 oktober 1993 och blev uppföljaren till deras första album Ten. Det var egentligen tänkt att skivan skulle heta Five Against One men namnet ändrades kort innan skivan släpptes.
Albumet blev nummer ett på Billboard 200 och nummer två på albumlistan i Storbritannien. Det har sålt 7x platina i USA och blev nominerat till en Grammy för bästa rockalbum.

## Låtlista
Samtliga låtar skrivna av Dave Abbruzzese, Jeff Ament, Stone Gossard, Mike McCready och Eddie Vedder
1. "Go" - 3:15
2. "Animal" - 2:50
3. "Daughter" - 3:56
4. "Glorified G" - 3:27
5. "Dissident" - 3:37
6. "W.M.A." - 6:01
7. "Blood" - 2:51
8. "Rearviewmirror" - 4:46
9. "Rats" - 4:17
10. "Elderly Woman Behind the Counter in a Small Town" - 3:17
11. "Leash" - 3:10
12. "Indifference" - 5:02

## Medverkande
- Dave Abbruzzese - trummor
- Jeff Ament - bas
- Stone Gossard - gitarr
- Mike McCready - gitarr
- Eddie Vedder - sång